# Ulrich Mania
Ulrich Mania (* vor 1970) ist ein deutscher Klassischer Archäologe.

## Leben
Ulrich Mania, Sohn des Prähistorikers Dietrich Mania, legte 1988 in Jena sein Abitur ab. Nach einer anschließenden Steinmetzlehre und Arbeit als Steinrestaurator absolvierte er an der Kunsthochschule Halle ein Grundstudium. Nach Zivildienst und kurzfristiger Restauratortätigkeit studierte er ab 1995 an der Universität Halle Klassische Archäologie. 2001 vollendete er seine Magisterarbeit zum Thema Die Einbauten im Heiligtum der ägyptischen Götter Pergamons (Kizil Avlu). Im Jahr 2005 folgte die Promotion mit einer Arbeit über die Die figürliche Ausstattung der Roten Halle in Pergamon. 2008 bis 2010 war Mania Assistent am Lehrstuhl für Klassische Archäologie der Universität Kiel bei Frank Rumscheid. Von Oktober 2010 bis 2013 war Mania Akademischer Rat am Institut für Klassische Archäologie der Universität Bonn. Seit Juli 2013 forschte er als academic visitor an der Universität Oxford zur Entwicklung hellenistischer Gymnasien. Seit Mai 2016 ist er wissenschaftlicher Mitarbeiter an der Abteilung Istanbul des Deutschen Archäologischen Instituts und dort für die Pergamongrabung tätig.
Mania war von 2001 bis 2008 an Ausgrabungen und Restaurierungsarbeiten des Deutschen Archäologischen Instituts in Pergamon und Umgebung beteiligt, zunächst an der Roten Halle unter Leitung von Adolf Hoffmann, dann am Umlandsurvey in Elaia und bei den Grabungen in der Ostnekropole von Pergamon. Von 2009 bis 2013 führte er ein Projekt zur Erforschung der Gymnasien in Priene durch. Seit 2016 forscht er wieder in Pergamon.

## Veröffentlichungen (Auswahl)
- Die Einbauten im Heiligtum der ägyptischen Götter Pergamons (Kizil Avlu). Unpublizierte Magisterarbeiter, Universität Halle 2001, 61 S.
- Neue Ausgrabungen – neue Aspekte in der Erforschung der Roten Halle. In: Adolf Hoffmann (Hrsg.): Ägyptische Kulte und ihre Heiligtümer im Osten des Römischen Reiches (= Byzas Bd. 1). Ege Yayınları, Istanbul 2005, ISBN 975-807-105-X, S. 21–34.
- Die Rote Halle in Pergamon. Ausstattung und Funktion (= Pergamenische Forschungen Bd. 15). Zabern, Mainz 2011, ISBN 978-3-8053-4203-2 (= Dissertation).[1]
- mit Monika Trümper (Hrsg.): Development of Gymnasia and Graeco-Roman Cityscapes. Topoi Excellence Cluster, Berlin 2018, ISBN 978-3-9819685-0-7 (Digitalisat).
- (Hrsg.): Hafen, Stadt, Mikroregion. Beiträge der Arbeitsgruppe 5 »Hafenorte« des Forschungsclusters 6 »Connecting Cultures« und einer Tagung am 26. und 27. Mai 2017 an der Abteilung Istanbul des DAI. Harrassowitz, Wiesbaden 2022, ISBN 978-3-447-11744-9.